# Coupe des Pays-Bas de football 1927-1928
Navigation
Coupe des Pays-Bas 1926-1927 Coupe des Pays-Bas 1929-1930
La Coupe des Pays-Bas de football 1927-1928, nommée la KNVB Beker, est la 26e édition de la Coupe des Pays-Bas.

## Déroulement de la compétition
Tous les tours se jouent en élimination directe. À chaque tour, un tirage au sort est effectué pour déterminer les adversaires.

## Finale
La finale se joue le 17 juin 1928 à Hilversum, le RCH bat le PEC Zwolle 2 à 0 et remporte son deuxième titre.